# Sinanovića Luke
Sinanovića Luke este un sat din comuna Rožaje, Muntenegru. Conform datelor de la recensământul din 2003, localitatea are 312 locuitori (la recensământul din 1991 erau 362 de locuitori).

## Demografie
În satul Sinanovići locuiesc 196 de persoane adulte, iar vârsta medie a populației este de 29,8 de ani (29,4 la bărbați și 30,2 la femei). În localitate sunt 65 de gospodării, iar numărul mediu de membri în gospodărie este de 4,80.
|  |

| Demografie | Demografie | Demografie |
| An         | Locuitori  | Locuitori  |
| ---------- | ---------- | ---------- |
|            |            |            |
|            |            |            |
|            |            |            |
|            |            |            |
| 1948       | 180        |            |
| 1953       | 351        |            |
| 1961       | 473        |            |
| 1971       | 347        |            |
| 1981       | 388        |            |
| 1991       | 362        | 349        |
| 2003       | 475        | 312        |

| \| Componența etnică conform recensământului din 2003[2] \| Componența etnică conform recensământului din 2003[2] \| Componența etnică conform recensământului din 2003[2] \| Componența etnică conform recensământului din 2003[2] \| Componența etnică conform recensământului din 2003[2] \| \| ----------------------------------------------------- \| ----------------------------------------------------- \| ----------------------------------------------------- \| ----------------------------------------------------- \| ----------------------------------------------------- \| \| \| \| \| \| \| \| Bosniaci \| Bosniaci \| \| 245 \| 78,52% \| \| Sârbi \| Sârbi \| \| 32 \| 10,25% \| \| Musulmani \| Musulmani \| \| 25 \| 8,01% \| \| Muntenegreni \| Muntenegreni \| \| 9 \| 2,88% \| \| necunoscută \| necunoscută \| \| 0 \| 0% \| |              |  |     |        |
| Componența etnică conform recensământului din 2003 |              |  |     |        |
| |              |  |     |        |
| Bosniaci | Bosniaci     |  | 245 | 78,52% |
| Sârbi | Sârbi        |  | 32  | 10,25% |
| Musulmani | Musulmani    |  | 25  | 8,01%  |
| Muntenegreni | Muntenegreni |  | 9   | 2,88%  |
| necunoscută | necunoscută  |  | 0   | 0%     |